# Ash-cum-Ridley
Ash-cum-Ridley est une paroisse civile du Kent, en Angleterre.